# نیود میکر
نیود میکر (انگلیسی: Nude Maker) شرکت بازی ویدئویی ژاپنی است، که در سال ۲۰۰۲ تأسیس شد.